# East Hagbourne
East Hagbourne – wieś w Anglii, w hrabstwie Oxfordshire, w dystrykcie South Oxfordshire. Leży 18 km na południe od Oksfordu i 78 km na zachód od Londynu. W 2001 miejscowość liczyła 1881 mieszkańców.